# Con los ojos en la calle
Con los ojos en la calle es el decimonoveno disco oficial de Congreso, que refleja su vuelta a los estudios para registrar canciones inéditas.
Cuenta con la participación de los músicos brasileños Ed Motta y Lenine, además de la cantautora chilena Magdalena Matthey.
Es editado por el sello independiente Machi (Música Alternativa Chilena), en conjunto con Feria Music.

## Historia
Congreso, luego de un silencio discográfico de 9 años, en dónde no habían grabado material inédito, salvo un disco en vivo, el grupo decide volver al fin a los estudios a grabar una nueva placa.
Luego de registrar el disco en vivo de Congreso de exportación, y de algunas memorables presentaciones como en el Festival de Viña del Mar en su versión del 2005, comienza a surgir la idea de grabar un posible nuevo disco el año 2006.
El 17 de junio de 2006, realizan un concierto llamado "Con los ojos en la calle", mostrando temas de un posible nuevo disco y además aprovechan de despedir al bajista Jorge Campos, quien parte a radicarse a Inglaterra para seguir con sus proyectos solistas.
Federico Faure, es quien reemplaza a Campos en el bajo y el grupo comienza a presentarse en innumerables escenarios por un par de años.
El año 2007, Congreso se presenta con mucho éxito en la Cumbre del Rock Chileno, demostrando que aún siguen vigentes en el público masivo.
Además, ese mismo año realizan el concierto histórico en la Estación Mapocho, llamado Todos estos años, en donde se presentan todas las formaciones que pasaron por el grupo a lo largo de sus 38 años, mostrando canciones de todos sus discos. También lo repiten en Viña del Mar y Concepción.
Se especulaba que prepararían un DVD, pero por razones técnicas de posproducción, no será jamás editado.
El año 2009, con motivo de la celebración de los 40 años, Congreso realiza una serie de conciertos para conmemorar sus 4 décadas.
Entre agosto y septiembre, se adentran en los estudios a registrar ésta placa, en la Sala Master de la Universidad de Chile y en el estudio Toc.
La mezcla del disco fue en Brasil, de la mano de Álvaro Alencar, ganador de algunos Grammys.
La curiosidad de este disco, es que el mismo Ed Motta contactó al grupo, ya que es un seguidor de ellos. Así se estrechó el lazo con este connotado artista brasileño.
A través de Alencar, se contactó a Lenine, quien accedió con mucho interés a participar de este disco.
En el marco de sus celebraciones, el 2 y 3 de diciembre, realizan un concierto en conjunto con la Orquesta Sinfónica de la Universidad de Chile, en donde preparan un DVD que será lanzado a fines del 2010.
Dicho concierto, lo repiten el 17 de diciembre en Antofagasta, junto a la Orquesta Sinfónica de la Corporación Cultural de dicha ciudad.
Finalmente, lanzan el disco el 19 de junio de 2010 en el Aula Magna de la Universidad Federico Santa María en Valparaíso y posteriormente el 2 de julio en Santiago en el Teatro Nescafé de las Artes.

## Música y lírica
Congreso, en este disco muestra una evolución musical, mostrando un sonido renovado, pero dando guiños a sus etapas clásicas.
En este disco, el formato canción predomina a lo largo del disco. Sin embargo Babel, único tema instrumental del disco, da una pincelada del Congreso de los años '80 en algunos compáses.
Con los ojos en la calle, tema homónimo comienza abriendo el disco, con la participación de Lenine, haciendo una descripción de la ciudad.
Landó del Ángel, sorprende por ser un landó en 5/4 y además por hacer una reivindicación directa a los inmigrantes peruanos en Chile.
El Tricentenario, muestra una melodía en 6/8 con una letra bastante esperanzadora y útopica que intenta imaginar al país en 100 años más.
Quién detiene este amor, un bolero que puede considerarse con el tema homónimo las canciones más antiguas de este disco. Ambas presentadas el año 2006.
Mapocho, con un guiño a música étnica, retrata una especie de Oda al río del mismo nombre.
Y tus ojos no me dejan de mirar una especie de rumba, bastante lúdica, que hace recordar aquellas orquestas de los años '50.
Rosa una canción más lenta, que retrata la historia de una mujer que sufre violencia física de parte de su pareja.
Mundo al revés un funk en 3/4 que cuenta con la participación de Ed Motta. Su letra es algo irreverente, mostrando algunos contrastes de la vida cotidiana.
NN, canción lenta que habla sobre la situación de indigencia. Hace una alusión directa al hombre que un grupo de Neonazis le incineraron los pies.
Ovidio, sin papeles en la fiesta de tu barrio es un reggae que habla sobre la situación de inmigrancia ilegal.
Venus en bicicleta, hermosa canción que cierra el disco, con la participación de Magdalena Matthey en los coros. Su letra retrata a una mujer hermosa que pasa por un pueblo en su bicicleta y deja a todos impávidos con su belleza.

## Lista de canciones
1. Con los ojos en la calle.
2. Landó del Ángel.
3. El tricentenario.
4. ¿Quién detiene este amor?
5. Mapocho.
6. Y tus ojos no me dejan de mirar (A Lupercio, el del dancing).
7. Rosa.
8. Mundo al revés.
9. Babel.
10. NN
11. Ovidio, sin papeles en la fiesta de tu barrio.
12. Venus en bicicleta.

Textos: Francisco Sazo, excepto "Con los ojos en la calle" de Sergio "Tilo" González y Magdalena Matthey; y "Quién detiene a este amor", de Sergio "Tilo" González.

## Integrantes
- Sergio "Tilo" González: composición, textos, batería, percusión.
- Francisco Sazo: voz, textos, tarkas.
- Hugo Pirovic: flauta traversa, vientos indígenas, percusión, coros.
- Sebastián Almarza: piano, teclados, coros.
- Jaime Atenas: saxo soprano, tenor, barítono, ewi.
- Federico Faure: bajo eléctrico, fretless, contrabajo.
- Raúl Aliaga: marimba, percusión étnica y clásica.

## Invitados
- Lenine: voz en "Con los ojos en la calle".
- Ed Motta: voz en "Mundo al revés".
- Magdalena Matthey: coros en "Con los ojos en la calle" y "Venus en bicicleta".

- Cuerdas:
- Violines: Alberto Dourthé, Hector Viveros, Esteban Sepúlveda, Nicolás Viveros, MIguel Ángel Muñoz y Cristina Toledo.

- Violas: Boyka Gotcheva y María Isabel Muñoz.

- Cellos: Francisco Pino K. y Maritza Pino K.

- Contrabajo: Marco Álvarez.

Arreglos de cuerda: "Quién detiene este amor" y "NN", Sergio "Tilo" González. 
Aportes armónicos en: "Con los ojos en la calle", "Mundo al revés" y creación de interludio de "Mapocho", Sebastián Almarza.
- Datos: Q5780721